# بونی آرنولد
بونی آرنولد (انگلیسی: Bonnie Arnold؛ زادهٔ ۱۹۵۲ (۷۲–۷۳ سال)) تهیه‌کننده اهل ایالات متحده آمریکا است. وی از سال ۱۹۸۴ میلادی تاکنون مشغول فعالیت بوده‌است.